# Passo di Sant'Osvaldo

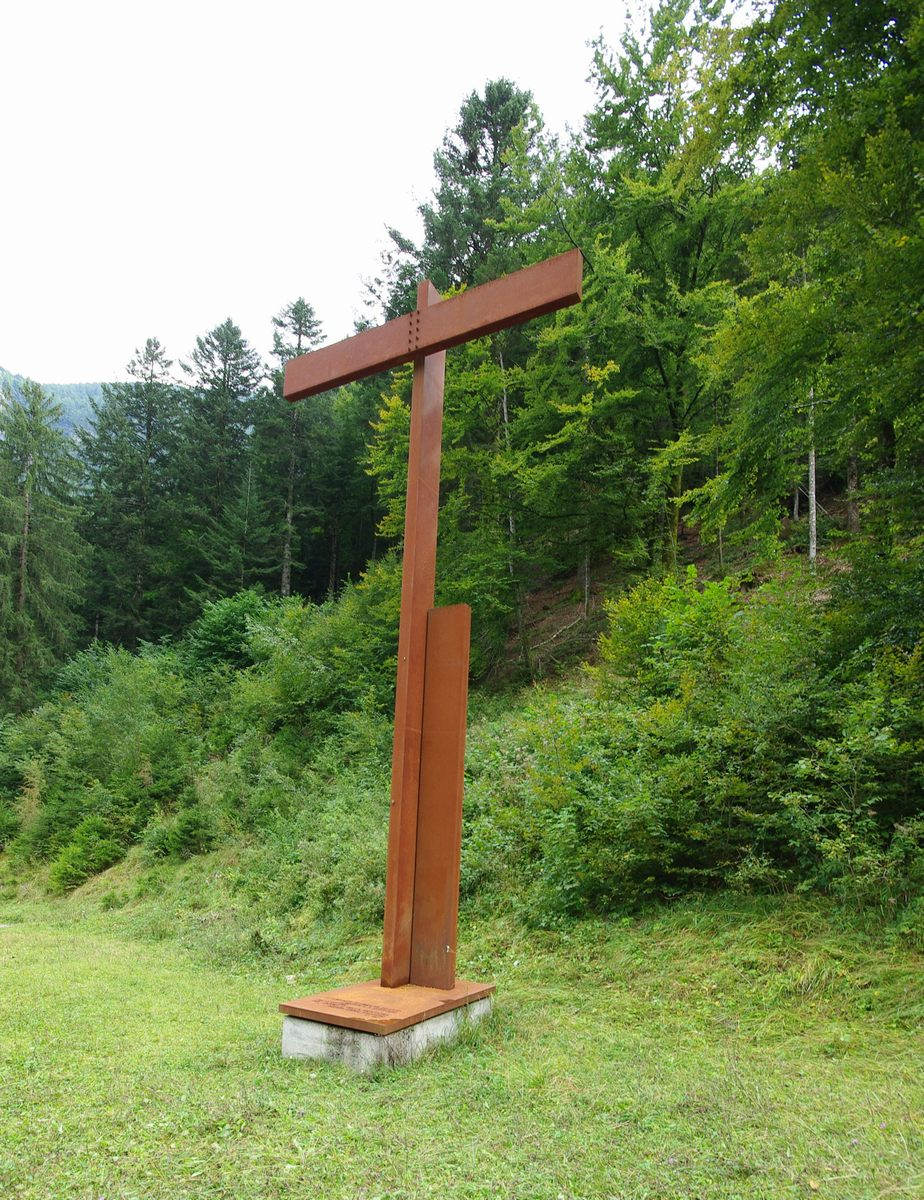
Croce in legno nei pressi del passo

Il passo di Sant'Osvaldo (827 m s.l.m.) è un valico alpino collocato in Friuli-Venezia Giulia (provincia di Pordenone).

## Descrizione
Collega la Val Cimoliana e successivamente la Valcellina con la Valle del Vajont. Scendendo dal passo in Val Cimoliana il primo comune che si incontra è Cimolais mentre nella Valle del Vajont è Erto. Dal punto di vista orografico separa le Prealpi Carniche a nord dalle Prealpi Bellunesi a sud. Il valico è percorso dalla strada statale 251 della Val di Zoldo e Val Cellina. Nei pressi del valico si trova una cappella intitolata a Sant'Osvaldo.

## Storia

### Disastro del Vajont
In corrispondenza del passo di Sant'Osvaldo fu costruito, nelle concitate settimane seguenti il disastro del Vajont, uno spesso sbarramento. Questo imponente muro di contenimento, largo circa 70 metri, profondo 30 ed alto 15,  era ritenuto necessario in quanto il lago residuo a monte della frana, non avendo più sbocchi a causa di questa, stava rapidamente crescendo e si temeva che un'ulteriore frana potesse creare un'onda di piena in direzione di Cimolais. In seguito alla installazione di idrovore, allo svuotamento del lago ed al ripristino della cosiddetta "galleria di sorpasso", nel corso del 1964 questo pericolo venne eliminato; non così il muro, che venne demolito solo nel 1998.

#### Il Muro della vergogna
Nei giorni successivi al disastro del Vajont gli sfollati di Erto, Casso e delle relative frazioni vennero prudenzialmente trasferiti a Cimolais e Claut. Nello stesso tempo l'accesso al passo dal lato di Cimolais ed alla valle del Vajont venne limitato ai soli autorizzati tramite controlli alla base del passo, per evitare che i curiosi potessero mettersi in pericolo e intralciare i lavori di installazione ed esercizio delle idrovore. Tale limitazione venne vista dagli sfollati, impossibilitati a tornare nei loro paesi ed alle loro case, come un sopruso operato dalle autorità, e specificamente dall'Esercito, che appunto presidiava l'accesso al passo; dal momento che lo sbarramento era la manifestazione più esplicita di questa limitazione venne denominato il Muro della vergogna.

## Sport

### Ciclismo
È stato affrontato, ma non considerato Gran Premio della Montagna nel Giro d'Italia 1968, durante la 12ª tappa da Gorizia alle Tre Cime di Lavaredo e nel Giro d'Italia 2011, durante la 15ª tappa da Conegliano al rifugio Gardeccia in Val di Fassa. In tutte e due le edizioni il Passo è stato affrontato dal lato di Cimolais.
Nell'edizione del 1968 da segnalare che ci fu lo scatto di un giovane, ma già  "Cannibale", Eddy Merckx, sulle prime rampe del passo: il belga (che era già in Maglia Rosa) scollinò con 50" di vantaggio sul gruppo, ma fu convinto dal suo direttore sportivo a rialzarsi e fu riassorbito dal gruppo in prossimità di Erto dove fu improvvisato un finto incidente meccanico.